# 85-mm-Kanone D-44

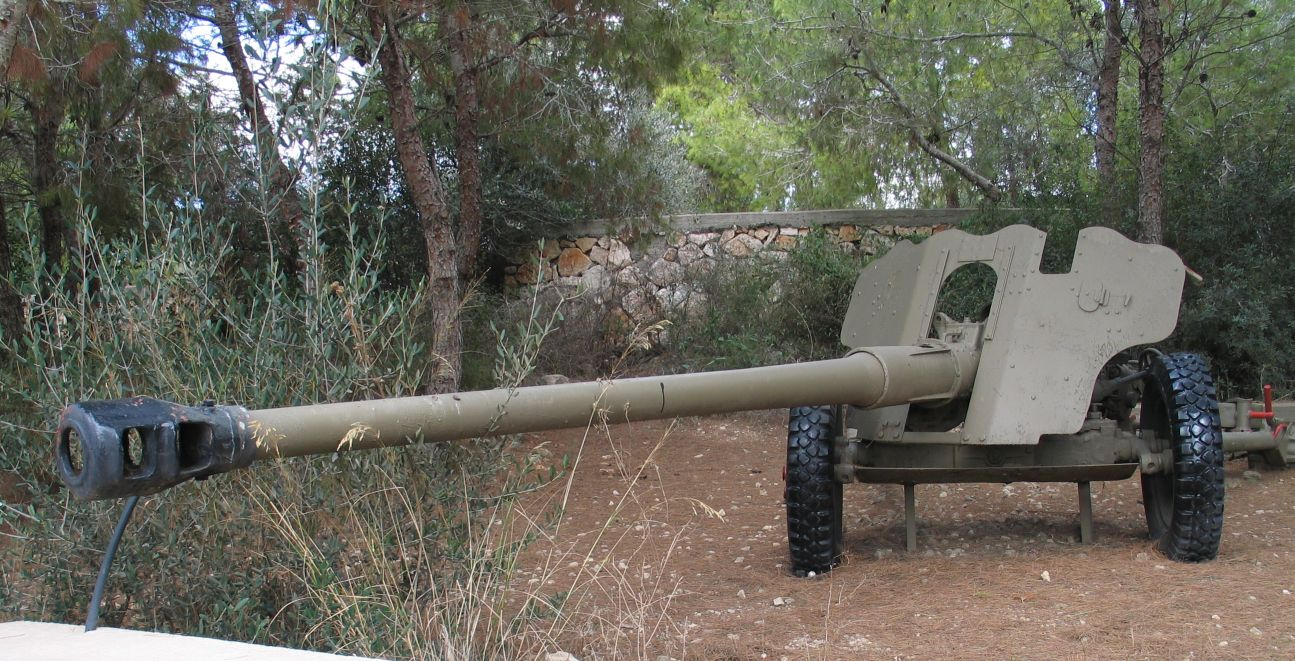
85-mm-Kanone D-44

Die 85-mm-Kanone D-44 ist eine in der Sowjetunion ab 1944 entwickelte Kanone. Sie dient zum Kampf gegen bewegliche sowie offen oder in Deckung liegende Ziele. Die russische Bezeichnung lautet 85-мм дивизио́нная пу́шка Д-44 und bedeutet 85-mm-Divisionskanone D-44. Der GAU-Index lautet 52-P-367. Sie ersetzte die in den Artillerieregimentern der verschiedenen Divisionen eingesetzte 76-mm-Divisionskanone M1942 (SiS-3). Gegenwärtig befinden sich noch rund 200 Stück der chinesischen Variante Type 56 im Dienst bei der pakistanischen Armee. Die Waffe wurde in allen größeren Konflikten in der zweiten Hälfte des 20. Jahrhunderts, wie dem Vietnamkrieg und den verschiedenen militärischen Auseinandersetzungen zwischen den arabischen Staaten und Israel, eingesetzt.

## Entwicklung
Die mit der Entwicklung der Technik und Bewaffnung bereits während des Zweiten Weltkrieges einhergehende Entwicklung der taktischen Einsatzgrundsätze erforderte immer leistungsfähigere Geschütze. Für die auf der Ebene der Division in den Artillerieregimentern genutzten Geschütze wurden eine höhere Reichweite und eine bessere Wirkung im Ziel gefordert. Zum Kampf gegen Panzer und gepanzerte Gefechtsfahrzeuge wurden mobile Waffen mit hoher Durchschlagsleistung gefordert. Gleichzeitig sollte durch ein verringertes Gewicht die taktische Beweglichkeit erhöht werden. Die 76-mm-Divisionskanone M1942 konnte diesen Anforderungen in der zweiten Hälfte des Zweiten Weltkrieges nicht mehr entsprechen. Dem allgemeinen Trend zu größeren Kalibern folgend, sollte sie durch eine 85-mm-Kanone ersetzt werden. Die Entwicklung der D-44 begann in der zweiten Hälfte des Jahres 1944 im Konstruktionsbüro des Werkes Nr. 9 (heute Uralmasch) unter Leitung von Fjodor Fjodorowitsch Petrow. Die Waffe geht über die ebenfalls unter der Leitung von Petrow entwickelte Panzerkanone D-5 auf die 85-mm-Flak 52-K zurück. Nach relativ kurzer Erprobung begann die Serienproduktion 1945 im Werk Nr. 9, ein Jahr später wurde das Geschütz in die Bewaffnung der Sowjetarmee übernommen. Die Produktion wurde 1953 eingestellt. Zwischen 1948 und 1950 wurden jährlich ungefähr 2000 Waffen produziert.

## Konstruktion

### Geschütz

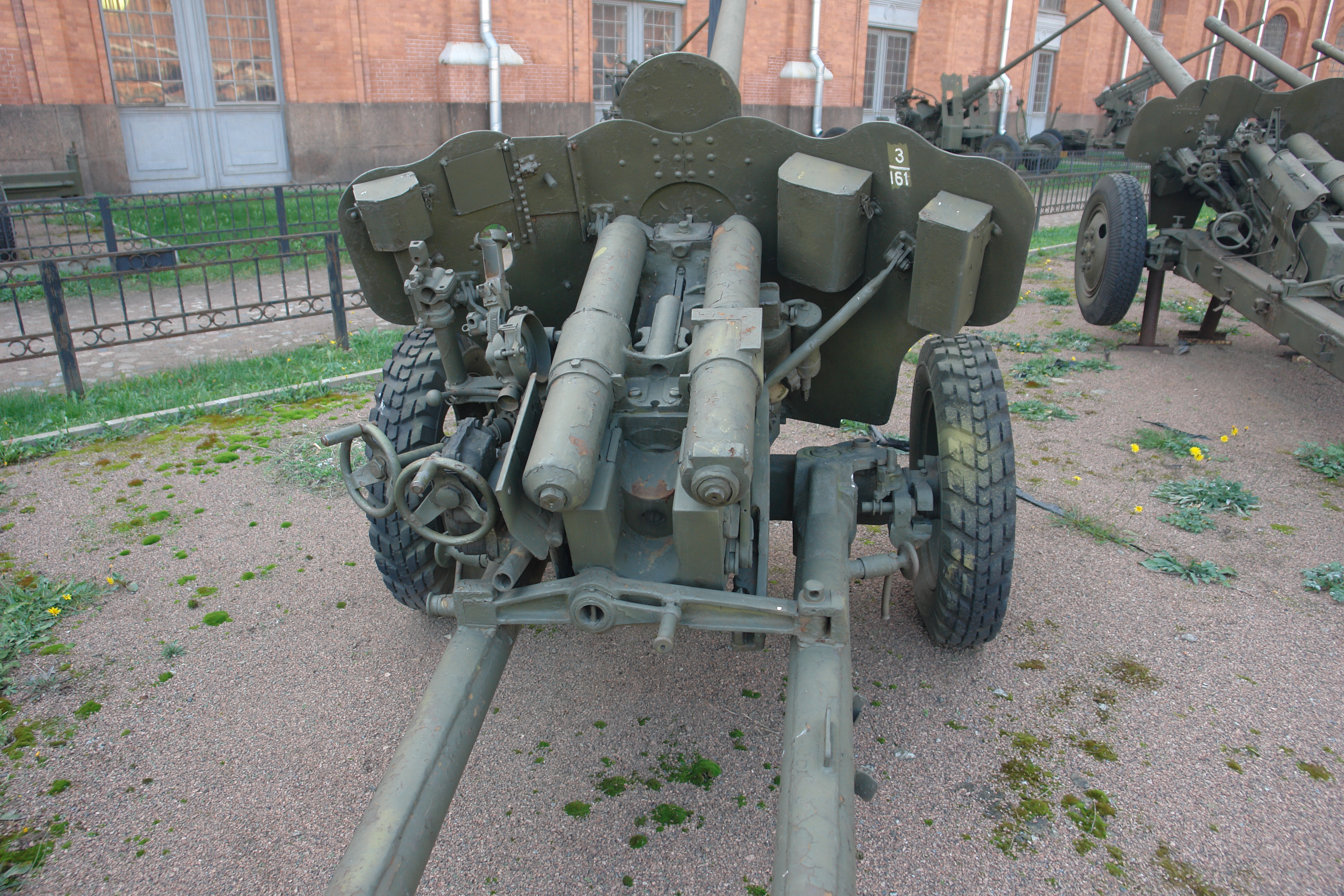
Bodenstück mit Ladeschale und Verschluss, Rohrbremse und Rohrvorholer liegen über dem Bodenstück

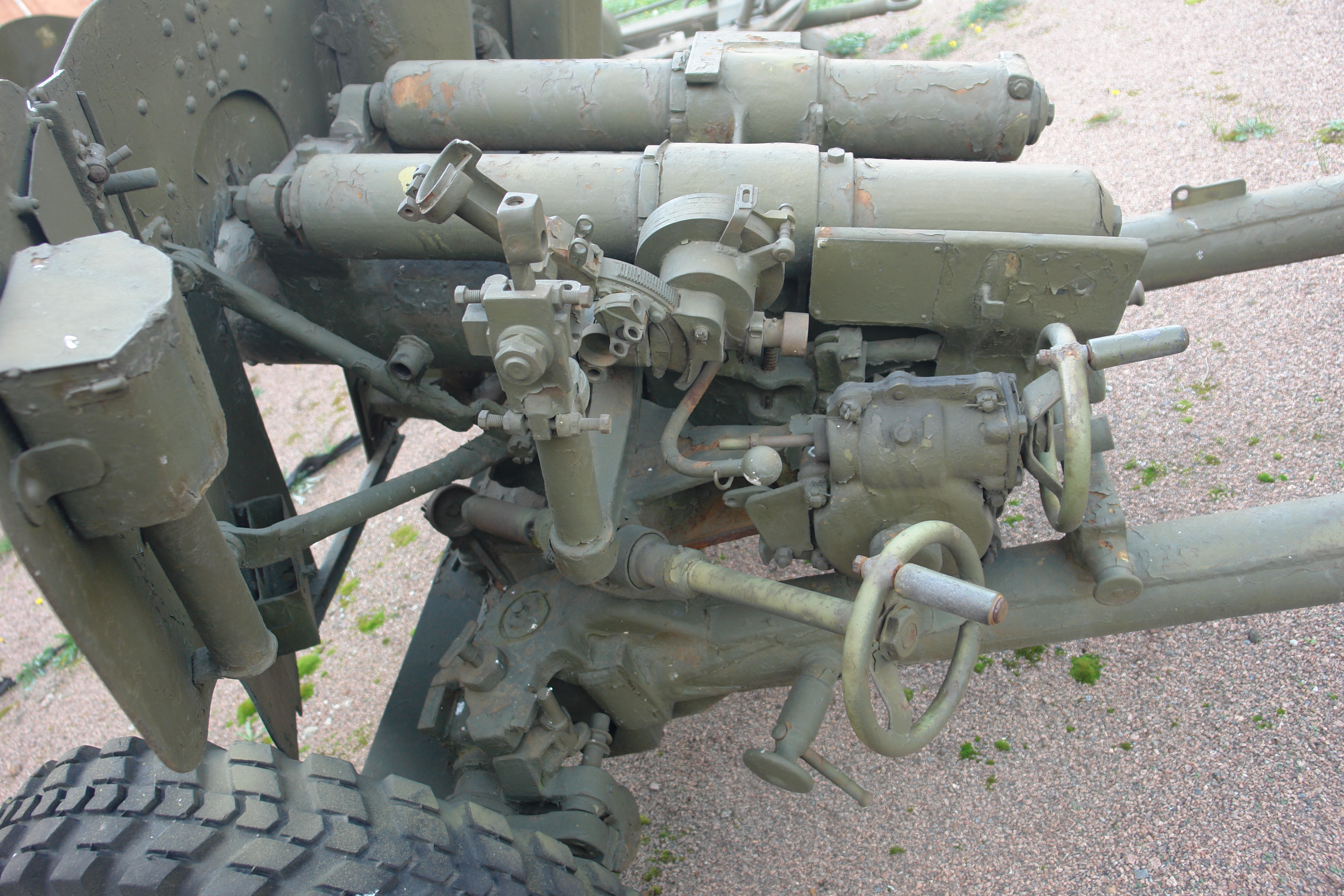
Richtantriebe

Die Waffe ist weitgehend konventionell, dem technischen Stand Mitte der 1940er Jahre entsprechend, aufgebaut. Das einteilige Rohr hat eine Länge von 55 Kalibern und besitzt eine Mündungsbremse. Als Verschluss kommt ein senkrecht laufender halbautomatischer Fallblockverschluss zum Einsatz, bei dem eine Feder das Öffnen des Verschlusses unterstützt. Hinter dem Verschluss befindet sich die Ladeschale, in die die zu verschießenden Granatpatronen eingelegt werden. Die hydraulische Rohrbremse und der ebenfalls hydraulische Rohrvorholer befinden sich auf Höhe des Bodenstücks unmittelbar über dem Rohr. Die Konstruktion erlaubte eine theoretische Feuergeschwindigkeit von 20 bis 25 Schuss pro Minute. Gerichtet wird die Waffe nach Höhe und Seite rein mechanisch, die Richtantriebe befinden sich links vom Verschluss.

### Visier
Als Visier kam zunächst das OP1-7 (ОП1-7) zum Einsatz. Abgelöst wurde es ab 1950 durch das  OP2-7 (ОП2-7) mit 5,5-facher Vergrößerung. Damit konnten Ziele bis auf eine Entfernung von 1.500 m aufgefasst werden. Im Laufe der langen Nutzungszeit wurden auch die Typen OP4-7 (ОП4-7), OP4-7-M (ОП4М-7) und APN-2 (АПН-2) an die Waffe adaptiert. Für das Schießen im indirekten Richten wurde das Zielgerät S71-7 (С71-7) mit dem Rundblickfernrohr PG-1M (ПГ-1M) und dem Kollimator K-1 (K-1) genutzt.

### Lafette

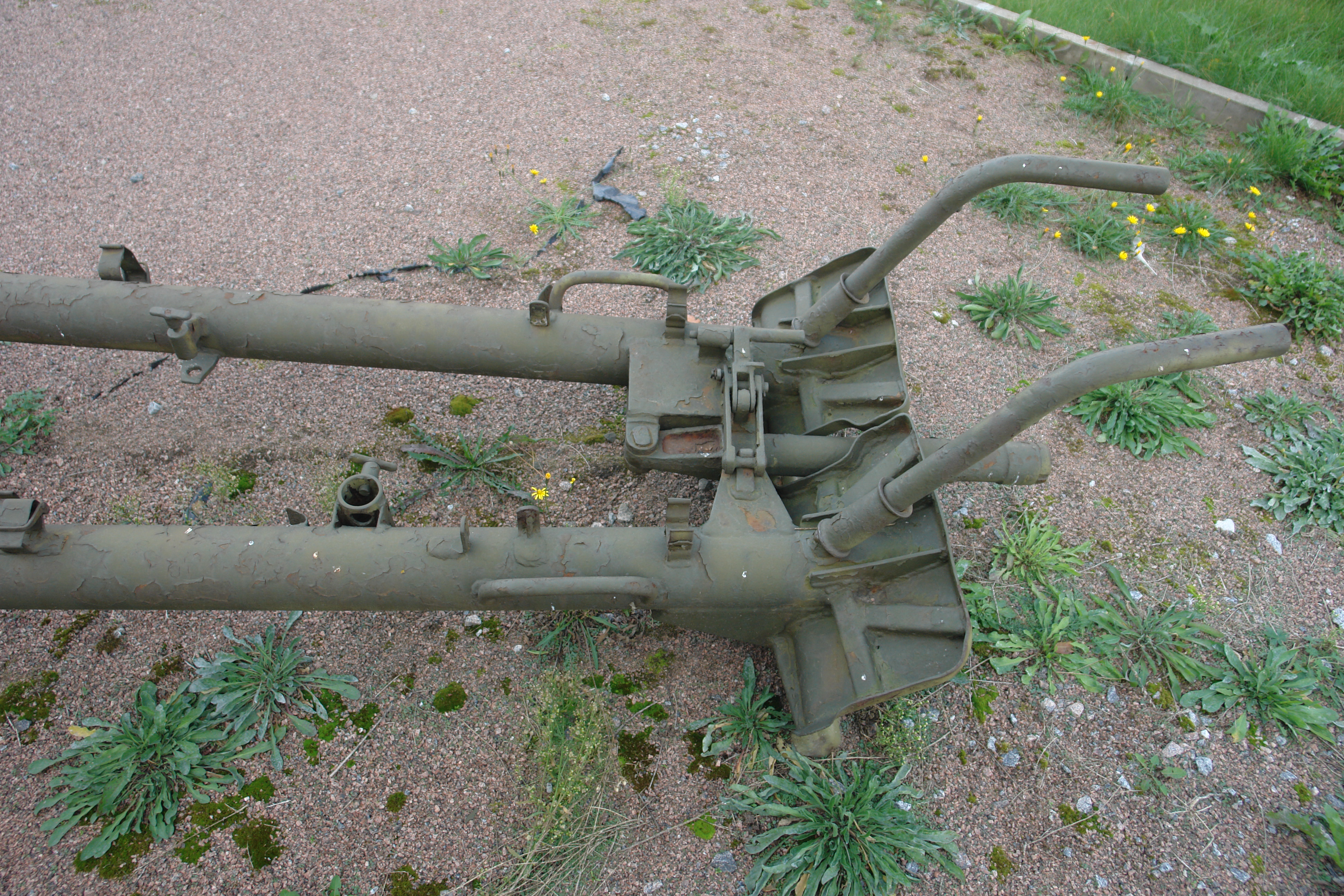
Holme mit Erdspornen und Verriegelung, Zugöse ist abgenommen

Bei der Spreizlafette handelt es sich um eine Konstruktion aus Stahlrohr. Beide Holme sind mit je einem Erdsporn versehen. Für den Marsch werden die Holme zusammengeklappt und verriegelt, die Verriegelung nimmt ebenfalls die Öse für das Zugfahrzeug auf. Zum leichteren Manövrieren ohne Zugfahrzeug ist am linken Holm ein abklappbares Laufrad abgebracht. Die Besatzung wird durch ein Schild gegen Schützenmunition und Splitter geschützt.
In Marschlage ist das Geschütz 8340 mm lang, 1680 mm breit und 1420 mm hoch, die Bodenfreiheit beträgt 350 mm. Die Feuerlinie liegt 830 mm über dem Erdboden. Die Räder wurden vom GAZ-AA übernommen. Als Zugmittel wurden Lkw Ural-375D bzw. ZIL-131 eingesetzt, im schweren Gelände auch Kettenzugmittel Ja-12. Auf der Straße erlaubte die Lafettenkonstruktion eine Marschgeschwindigkeit von 60 km/h.

### Munition
Verschossen wird patronierte Munition. Verfügbar waren Splittergranaten (O-365K), Panzergranaten mit Leuchtspur (BR-365, BR-365K, BR-367), Unterkalibergranaten mit Leuchtspur (BR-365P, BR-367P) sowie flügelstabilisierte Hohlladungsgranaten BK-2M (БК-2М). Ein Kampfsatz bestand bei der NVA aus 103 Splittergranatpatronen, 5 Panzergranatpatronen und 12 Unterkalibergranatpatronen, in anderen Streitkräften kann die Zusammensetzung abweichen. Mit den Unterkalibergranaten BR-365P können 100 mm Panzerung auf eine Entfernung von 1000 m bei einem Auftreffwinkel von 90° durchschlagen werden, mit der BR-367P 180 mm unter gleichen Bedingungen. Die Hohlladungsgeschosse können 300 mm Panzerung durchschlagen. Die Splittersprenggranate O-365K wiegt 9,5 kg und ist mit 741 g TNT gefüllt.

## Varianten

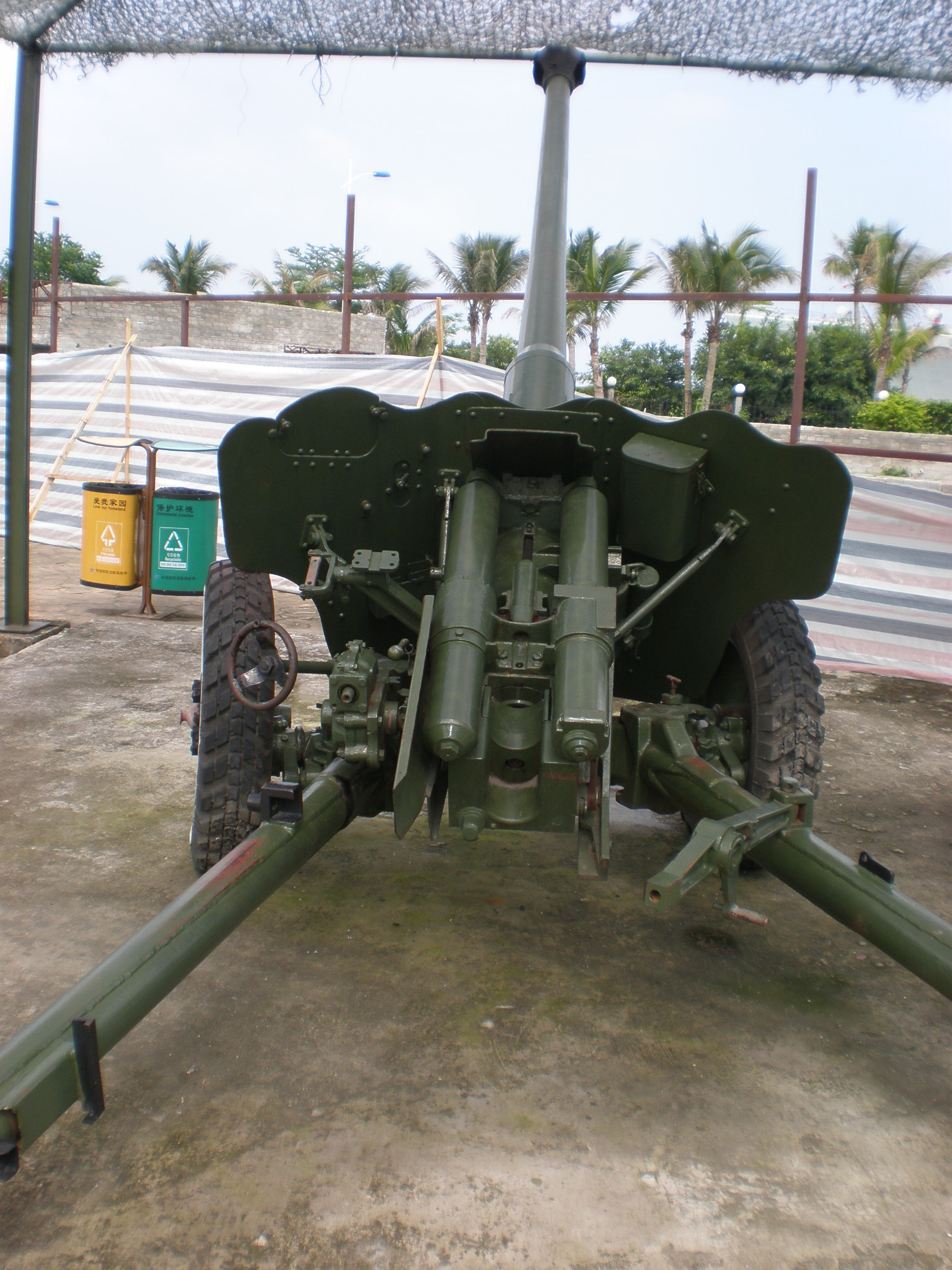
Chinesische Type 56

Die D-44 wurde ständig weiterentwickelt, um – den damaligen technischen Möglichkeiten entsprechend – den Gefechtswert zu erhöhen. Die D-44 bildete weiterhin die Basis für die 85-mm-Panzerabwehrkanone D-48.

### D-44
Die D-44 ist die ursprünglich entwickelte Variante. Ab 1950 kamen neue Richtgeräte zum Einsatz, die eigentliche Waffe blieb jedoch unverändert und erhielt keine neue Bezeichnung.

### D-44N
Die D-44N wurde speziell für den Nachtkampf entwickelt. Als Visier wurde das Nachtsichtvisier APNZ-7 (АПН3-7) genutzt, ein Infrarotscheinwerfer diente dabei zur Zielbeleuchtung. Die Lage des Rohrrücklaufanzeigers wurde geändert, um die Montage des Scheinwerfers zu ermöglichen.

### SD-44

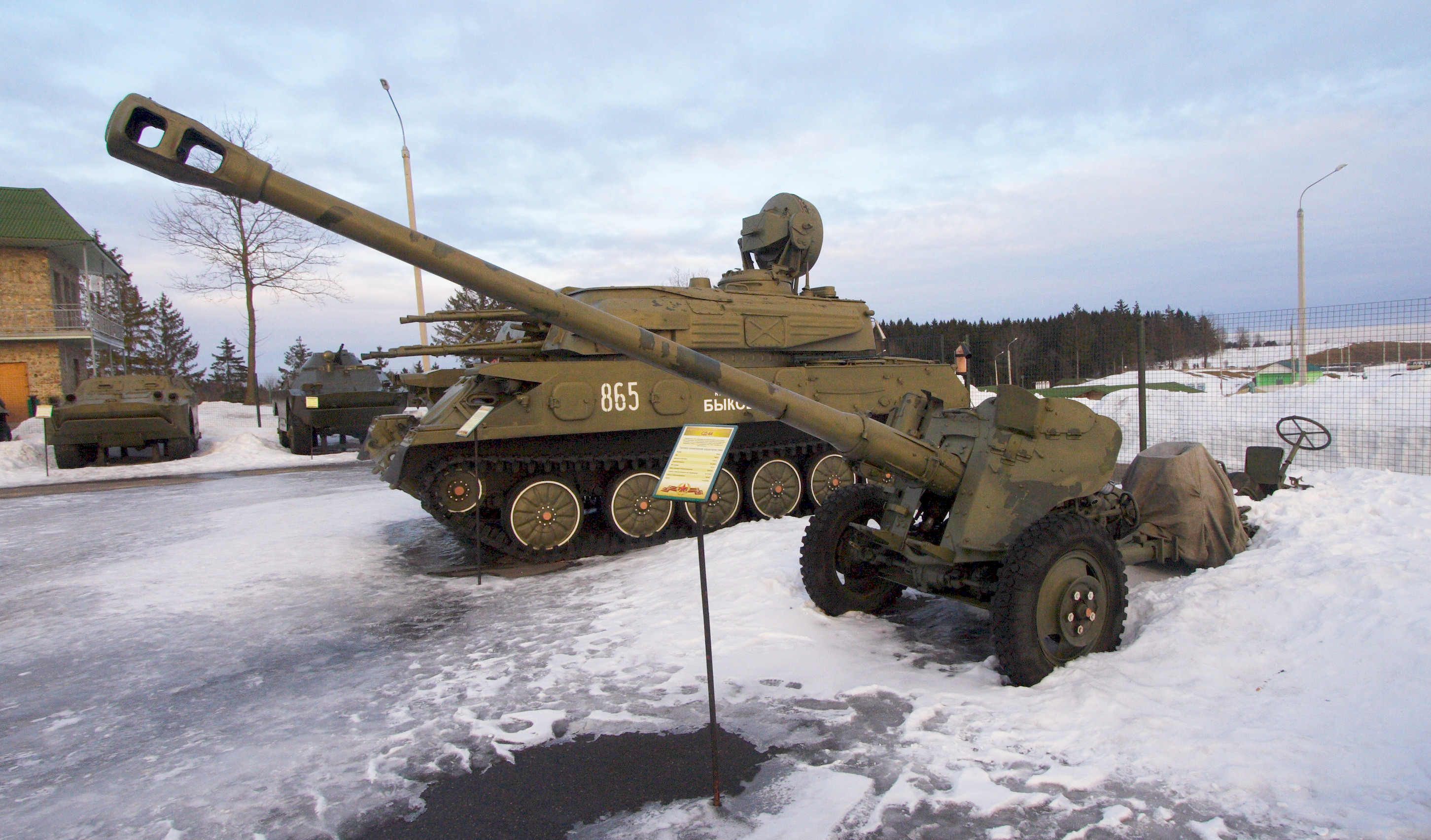
SD-44, Motor mit Plane abgedeckt, Lenkrad in Gefechtslage

Bei der SD-44 (85-мм самодвижущаяся пушка СД-44, selbstfahrende 85-mm-Kanone SD-44) handelt es sich um die selbstfahrende Ausführung der Kanone. Angetrieben wurde das Geschütz durch einen auf dem linken Holm (in Schussrichtung) platzierten Motor. Dabei wurde der aus dem Motorrad M-72 bekannte 2-Zylinder-Viertakt-Boxermotor mit einem Hubraum von 746 cm³ und einer Höchstleistung von 22 PS verwendet. Auf dem rechten Holm befand sich eine Munitionskiste, die insgesamt zehn Granatpatronen aufnahm. Für die Fahrt wurden die Holme zusammengeklappt und ein drittes Laufrad nach unten geschwenkt. Dieses Laufrad war auch lenkbar. Der Fahrer saß auf den Holmen mit dem Rücken zum Verschluss, vor ihm befanden sich das Lenkrad und die aus gewöhnlichen Kraftfahrzeugen bekannten Pedale. Diese Konstruktion erreichte auf der Straße eine Marschgeschwindigkeit von 25 km/h, die Waffe konnte jedoch weiterhin an ein Zugmittel angehängt werden. Vorgesehen war diese Ausführung vorrangig für Luftlandeeinheiten, bei denen die Mitführung und Landung leistungsfähiger Zugfahrzeuge naturgemäß Schwierigkeiten bereitet. Mit der SD-44 konnte ihnen eine leistungsfähige Waffe zur Verfügung gestellt werden, waren sie doch ansonsten auf kleinkalibrige Geschütze oder weniger leistungsfähige reaktive Geschütze angewiesen.

### D-44M / D-44MN
Bei diesen Waffen handelt es sich um polnische Weiterentwicklungen.

### Type 56
Der Typ 56 ist die in China gefertigte Ausführung der Waffe. Mit den Unterkalibergranaten können 100 mm Panzerung auf eine Entfernung von 970 m bei einem Auftreffwinkel von 65° durchschlagen werden.

## Technische Daten
| 85-mm-Kanone D-44                      |                                                         |
| Allgemeine Eigenschaften               |                                                         |
| Klassifikation                         | Divisions- und Panzerabwehrkanone                       |
| Chefkonstrukteur                       | Fjodor Fjodorowitsch Petrow                             |
| Bezeichnung des Herstellers            | D-44                                                    |
| Hersteller                             | Sawod Nr. 9 (Werk Nr. 9, russ. Завод № 9) in Swerdlowsk |
| Gewicht in Feuerstellung               | 1.725 kg (2.250 für SD-44)                              |
| Gewicht in Fahrstellung                | 1.955 kg (2.480 kg für SD-44)                           |
| Mannschaft                             | 7 Mann                                                  |
| Baujahre                               | 1946–1953                                               |
| Stückzahl                              | 10.800                                                  |
| Rohr                                   |                                                         |
| Kaliber                                | 85 mm                                                   |
| Rohrlänge                              | 4.685 mm (L/55)                                         |
| Feuerdaten                             |                                                         |
| Höhenrichtbereich                      | −7° bis +35°                                            |
| Seitenrichtbereich                     | 54°                                                     |
| Höchstschussweite                      | 15.650 m                                                |
| Höchstmündungsgeschwindigkeit          | 800 m/s                                                 |
| Feuerrate                              | 15–20 Schuss/min                                        |
| Beweglichkeit                          |                                                         |
| Höchstgeschwindigkeit im Schlepp       | 60 km/h                                                 |
| Marschgeschwindigkeit mit Eigenantrieb | 25 km/h                                                 |

## Einsatz

### Einsatzgrundsätze
Grundsätzlich wurde die D-44 in der Sowjetarmee in den Artillerieregimentern der verschiedenen Divisionstypen eingesetzt. Da mit der D-48 eine Panzerabwehrkanone gleichen Kalibers zur Verfügung stand, wurde die D-44 vorrangig zum Kampf gegen offen und in Deckung liegende Ziele eingesetzt. Bereits ab Mitte der 1950er Jahre war absehbar, dass die Waffe den gestiegenen Anforderungen nicht mehr genügt. Das Kaliber ließ eine wesentliche Steigerung der ballistischen Leistungen nicht mehr zu. Abgelöst wurde sie durch Haubitzen mit dem Kaliber von 152 mm.
Die Waffe wurde in zahlreiche Länder exportiert und befindet sich dort teilweise, wie beispielsweise in Abchasien, noch heute im Einsatz.

### Einsatz in der NVA
Die NVA setzte ab 1956 die D-44, die D-44N und die SD-44 ein. Da die 85-mm-Panzerabwehrkanone D-48 nicht eingeführt wurde, wurde die SD-44 auch in der Rolle als Panzerabwehrkanone eingesetzt. Vorteile versprach man sich hier von der gesteigerten taktischen Beweglichkeit aufgrund des Eigenantriebes. Die konstruktive Lösung konnte jedoch nicht überzeugen. Aus logistischen Gründen wurde der 2-Zylinder-Viertakt-Boxermotor zunächst durch den 2-Zylinder-Zweitaktmotor des Pkw Trabant ersetzt. Aufgrund des ungünstigen Leistungsgewichtes entsprach die Waffe jedoch nicht den Anforderungen, so dass die SD-44 der NVA auf den Stand der D-44 zurückgerüstet wurden.
Bereits vor Gründung der NVA hatte der spätere Minister für Nationale Verteidigung Generaloberst Willi Stoph für die mechanisierten Divisionen 20 SD-44, für die Panzerdivisionen je 7 SD-44 und für die motorisierten Schützendivisionen jeweils 19 SD-44 und 19 85-mm-Kanonen vorgesehen, dabei kam neben der D-44 auch die 85-mm-Kanone K-52 zum Einsatz. Die wirtschaftlichen Verhältnisse der DDR ließen eine derartige Ausrüstung jedoch nicht zu. Tatsächlich erhielt die 4. Infanteriedivision 26 Geschütze, die 7. Panzerdivision kein Geschütz und die motorisierten Schützendivisionen 19 Kanonen. Dabei wurden die SD-44 vorrangig den 85-mm-Batterien der motorisierten Schützenregimenter zugeteilt, während die D-44 und die K-52 den Artillerieregimentern der Divisionen zugewiesen wurden. Durch Zuführung neuer Waffen, aber hauptsächlich durch Änderungen der Struktur konnte bis Ende 1957 eine dem Soll entsprechende Auffüllung erreicht werden, im Jahr 1960 waren die motorisierten Schützendivisionen zu 100 %, die Panzerdivisionen zu 33 % aufgefüllt.
Ab 1965 wurde die D-44 in ihrer Rolle als Panzerabwehrwaffe durch die 100-mm-Panzerabwehrkanone T-12 abgelöst. Bis 1970 wurden auch die Geschütze in den Artillerieregimentern durch Haubitzen des Kalibers 122 mm verdrängt. Die freiwerdenden Waffen wurden langzeitkonserviert und den Mobilmachungsdivisionen zugewiesen. Als ab 1971 die Truppenteile der ständigen Gefechtsbereitschaft mit modernen 122-mm-Haubitzen D-30 und 152-mm-Haubitzen D-20 und ab 1978 mit selbstfahrenden 122-mm-Haubitzen 2S1 sowie 152-mm-Haubitzen 2S3 ausgerüstet wurden, verdrängten die freiwerdenden 122-mm-Haubitzen M-30 die D-44 zunehmend auch aus den Mobilmachungsdivisionen. Die D-44 wurden zunächst eingelagert. Bei den ab 1973 laufenden MBFR Verhandlungen und dem ab 1986 verhandelten Vertrag über Konventionelle Streitkräfte in Europa zeichnete sich jedoch eine zahlenmäßige Beschränkung von Artilleriewaffen mit einem Kaliber größer als 120 mm ab. Um den Bestimmungen letztgenannten Vertrages zu genügen, sah sich die DDR gezwungen, die 122-mm-Haubitzen M-30 teilweise aus der Bewaffnung der Mobilmachungsdivisionen herauszulösen und zu verschrotten. Ersetzt wurden sie wieder durch die D-44. Damit gehört die D-44 zu den Waffensystemen, die von der Gründung der NVA bis zu ihrer Auflösung im Einsatz waren.
Von der Bundeswehr wurden die Geschütze 1990 nicht übernommen.